# Piero Girace
Piero Girace (Castellammare di Stabia, 15 settembre 1904 – Castellammare di Stabia, 9 giugno 1970) è stato un giornalista, scrittore e critico d'arte italiano.

## Biografia
Il padre era il barone Francesco, sindaco di Gragnano e consigliere provinciale di Napoli e suo nonno Pietro fu anch’egli sindaco di Gragnano nel 1820.

Girace ha esordito in letteratura a diciannove anni con lo pseudonimo russo di Michele Grigorieff pubblicando i suoi racconti sui più importanti quotidiani e settimanali fra i quali “il Mattino illustrato”. Ha lavorato presso diverse testate giornalistiche e giornali letterari tra cui “Il Mattino”, il “Roma” di Napoli, "Ruota di Napoli" per i quali eseguiva interviste, articoli e recensioni. Numerose sono inoltre le sue pubblicazioni e saggi monografici. È stato collaboratore e inviato speciale dei maggiori quotidiani italiani nonché ideatore e direttore del periodico “il Coccodrillo” uscito in numero unico nel 1964.

Autore del cortometraggio dal titolo Tavolozza napoletana diretto dal regista Raffaele Andreassi, ha vinto il premio "Napoli" per la cinematografia con il documentario Viaggio ad Anacapri.
L'arte era la sua passione che condivideva con colleghi ed amici giornalisti tra cui Carlo Barbieri (Il Mattino di Napoli), Raffaele Cinella (Corriere di Napoli), Marotta (Tempo), mons. Francesco Di Capua (Osservatore Romano), Giuseppe Abate (Secolo d’Italia) e Francesco Saverio Mascia (l'Avanti).

Durante i suoi numerosissimi e frequenti viaggi su tutto il territorio nazionale, visitava mostre ed incontrava artisti tra più rappresentativi dell'arte italiana e straniera.

Artisti noti ma anche di limitata notorietà, tuttavia, meritevoli di particolare attenzione e dei quali apprezzava l'opera secondo il principio che «il miglior critico è il tempo», eseguendo tagli critici con introspezioni dotte e profonde, scavando con rara sensibilità la loro anima artistica.

Colse il significato delle arti figurative secondo le quali “… La pittura non è esercitazione artigianale di tecniche; ma l’esercizio più alto dello spirito del sentimento e della fantasia creatrice, mercé il quale gli artisti comunicano agli uomini il loro messaggio…”.

Fondò il movimento artistico “Tradizione e realtà” ed ha diretto per diverso tempo la galleria d'arte "Vittoria", in Via Carlo Poerio n.92, a Napoli, di proprietà del fratello, ove esponevano importanti firme dell'allora panorama artistico.

Dopo la scomparsa, nel 1972, il comune di Atripalda (Salerno) gli ha intitolato la mostra estemporanea ”Pietro Girace”.

## Opere
- Artisti contemporanei, Napoli, Ed. E.D.A.R.T., 1970, SBN IT\ICCU\NAP\0057
- Solitudine di Orfeo; introduzione di P. Perrone, illustrazioni di Emilio Ambron, Napoli, E.D.A.R.T., 1970, SBN IT\ICCU\SBL\0381254.
- Cronache nere dell'arte, Roma, il Sagittario, 1959, SBN IT\ICCU\SBL\0572296.
- Il diluvio, ovvero Barbara Proximus, Napoli, Rondinella, 1961, SBN IT\ICCU\SBL\0136208.
- Il ponte sul fiume, Vico Equense, Isola d'oro, 1969, SBN IT\ICCU\SBL\0369587.
- Giorni e notti di Capri, Napoli, Il sagittario, 1964, SBN IT\ICCU\SBL\0421450.
- Diario di uno squadrista, Napoli, Rispoli, 1941, SBN IT\ICCU\RAV\0253462.
- Canzone per Nefertite, Vico Equense, Isola d'oro, 1967, SBN IT\ICCU\RAV\0265377.
- Carte false: dietroscena di certi trucchi contemporanei, Vico Equense, L'informatore, 1966, SBN IT\ICCU\BVE\0324166.
- Il paese non perdona: romanzo umoristico, Napoli, E.D.A.R.T., 1970, SBN IT\ICCU\AQ1\0048249.
- Donna sola, Napoli, E.D.A.R.T., 1969, SBN IT\ICCU\AQ1\0044466.
- Le acque e il maestrale: cronache estive di Castellammare, Napoli, S. A. C. E. L., 1937, SBN IT\ICCU\NAP\0175780.
- Girace P., Sciltian Gregorio. La realtà di Schiltian. Trattato sulla pittura. Introduzione di Piero Girace, Milano, Hoepli, 1968, SBN IT\ICCU\RAV\0023323.
- Gentile L., Girace P., Luigi Gentile: sculture del I e del II periodo, Napoli, A.G.A.R., 1963, SBN IT\ICCU\SBL\0254208.
- Passeggiata a monte Faito, su Libero Ricercatore.
- Il tranquillo mondo di De Chirico rinnega la "barbaria modernista", su Gazzetta del Sud, 1956, n. 182 (lug.), p. 5, SBN= IT\ICCU\CSA\0088847.
- Poesia di Murolo, su 	Il mattino, 1942, n. 271 (13 nov.), p. 3, SBN= IT\ICCU\CSA\0091490.